# Hiéroglyphe égyptien F51
Le morceau de chair tourné vers la gauche, en hiéroglyphes égyptiens, est classifié dans la section F « Parties de mammifères » de la liste de Gardiner ; il y est noté F51.

## Représentation
Il représente un morceau de chair tourné vers la gauche. Il est translittéré kns ou ḥˁw. 

## Utilisation
| k · n | s | F51 |

| k · n | s | F51 |

| F51 · F51 · F51 |

| F51 · F51 · F51 |

| H | a · F51 · Z2 |

| H | a · F51 · Z2 |

| H | a · F51 · Z2 |

| H | a · F51 · Z2 |

C'est un déterminatif des membres et de la chair, de la viande et des parties du corps.

Il est interchangeable avec les hiéroglyphes :
| F51A |

| F51A |

| F51B |

| F51B |

| F51B |

| F51B |

## Exemples de mots
| i | K1 · n | a · F51 · t |

| i | K1 · n | a · F51 · t |

| m | z · t | F51 · N33A |

| m | z · t | F51 · N33A |

| V2 · F51 · Z2 |

| V2 · F51 · Z2 |